# 登戶站

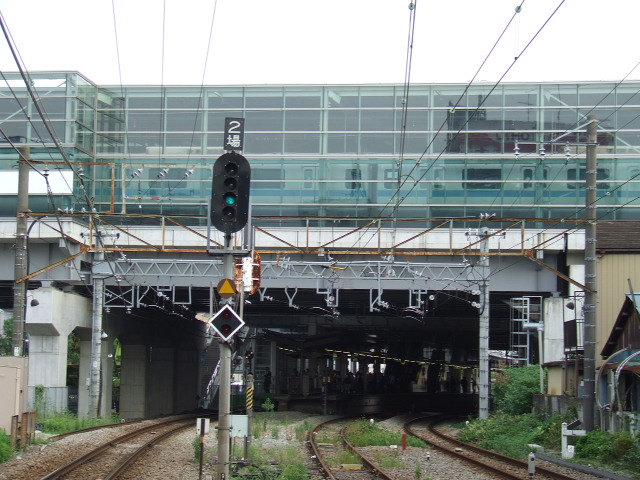
JR線（下）與小田原線（上）（2007年9月26日）

登戶站（日语：／ Noborito eki */?）是一個位於神奈川縣川崎市多摩區登戶，屬於東日本旅客鐵道（JR東日本）、小田急電鐵的鐵路車站。

## 歷史

### JR東日本
- 1927年（昭和2年）
  - 3月9日：南武鐵道線通車，終點站登戶站開業[1]。
  - 11月1日：南武鐵道線延伸至大丸停留場[1]。
- 1944年（昭和19年）4月1日：南武鐵道線國有化，為國有鐵道南武線車站[1]。
- 1972年（昭和47年）4月1日：貨物業務廢止。
- 1987年（昭和62年）4月1日：國鐵分割民營化，為JR東日本車站[1]。
- 2001年（平成13年）11月18日：IC卡Suica啟用。
- 2006年（平成18年）6月17日：新設跨站式站房，與小田急線的連絡天橋啟用。
- 2010年（平成22年）3月13日：橫須賀線、湘南新宿線武藏小杉站開業，經本站的通過連絡運輸廢止。
- 2011年（平成23年）4月9日：為快速班次停靠站。原先預定從3月12日開始，因東日本大震災延期。
- 2016年（平成28年）9月3日：發車音樂改成藤子製作相關作品主題曲。

### 小田急電鐵
- 1927年（昭和2年）4月1日：稻田多摩川站開業。
- 1955年（昭和30年）4月1日：改稱登戶多摩川站。
- 1958年（昭和33年）4月1日：改稱登戶站。
- 1999年（平成11年）：登戶 - 向丘遊園間3線化工程動工。
- 2003年（平成15年）1月26日：上行線移至新月台[2]。
- 2007年（平成19年）
  - 3月18日：IC卡PASMO啟用。
  - 9月9日：下行線移至新月台。
- 2009年（平成21年）3月8日：3號月台（上行急行線月台）啟用。4號月台為緩行線使用。
- 2011年（平成23年）9月3日：使用進站音樂。
- 2016年（平成28年）
  - 1號線設置工程動工。2號線月台往新宿側移動。
  - 小田原線、千代田線、常磐線車輛相互直通運轉。常磐線車輛可與南武線車輛直接轉乘。
- 2018年（平成30年）
  - 3月3日：1號線（下行緩行線月台）啟用，配線改為2面4線。新宿側新設下車專用北口剪票口[3]。
  - 3月17日：成為快速急行與新設的通勤準急停靠站[4][5]。

### 站名由來

#### JR東日本
當地地名，意為往多摩丘陵的登山口。古時屬武藏國橘樹郡登戶村，1889年施行町村制為稻田村大字登戶，1938年為川崎市大字。

#### 小田急電鐵
開站當時稱「稻田多摩川」，是以當地地名「稻田」與附近的「多摩川」命名。1955年，相鄰的「稻田登戶站」改稱「向丘遊園站」後，以本地古地名「登戶」命名為「登戶多摩川」。1958年，因相鄰的車站「和泉多摩川站」同樣以「多摩川」命名，為避免混淆而改為「登戶」。

## 車站結構
JR東日本、小田急電鐵之間沒有連絡剪票口。

### JR東日本

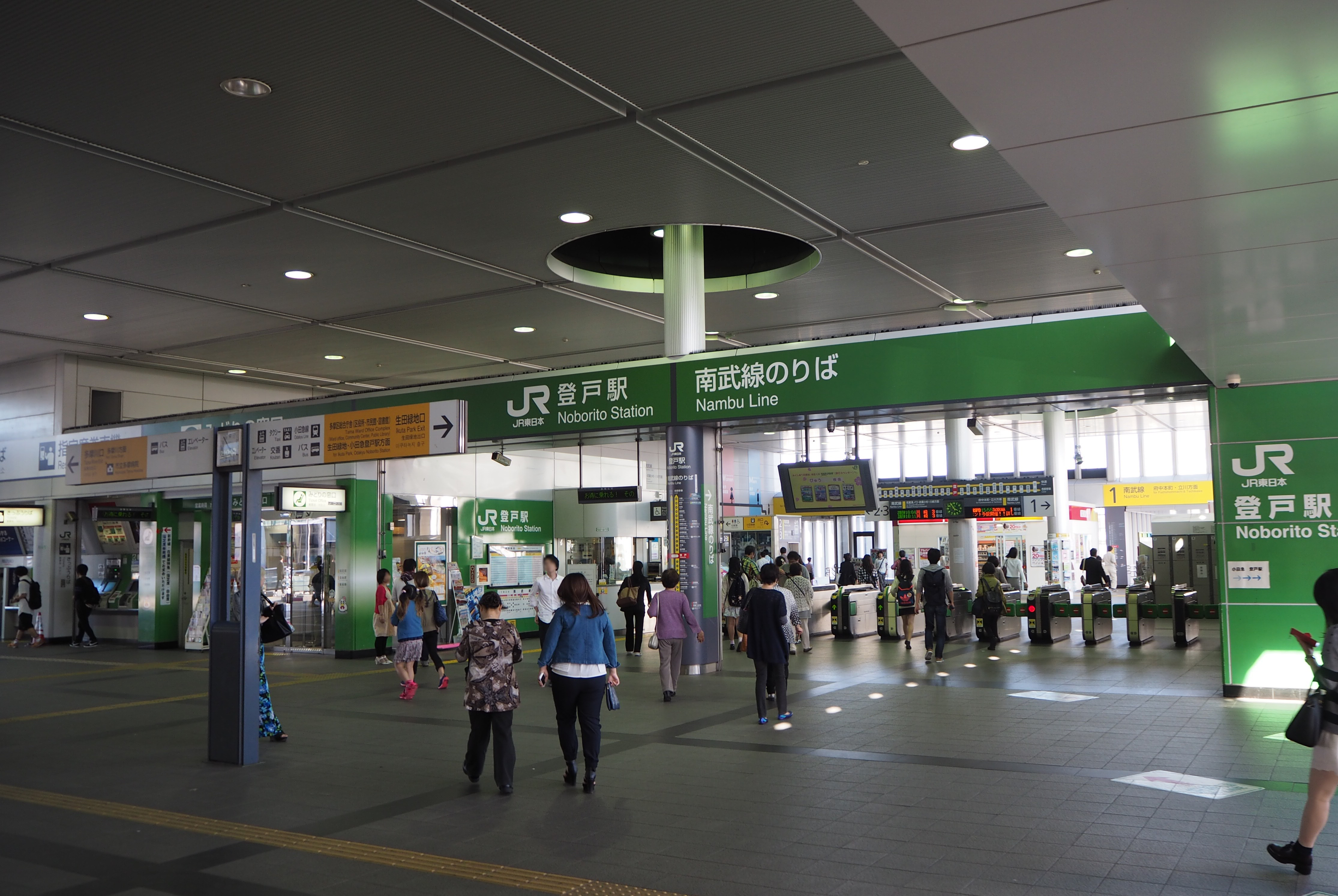
JR剪票口（2015年5月）

JR站區是一地面車站，站房是跨站式站房設計，2006年6月17日啟用。下行月台為側式月台1面1線，上行月台為島式月台1面2線，共計2面3線。剪票口位於二樓，連結空中行人通道。
出口有以下兩處：
- 生田綠地口（南口，連結空中行人通道。相當於跨站式站房啟用前的出口）
- 多摩川口（北口，跨站式站房啟用時開設）

本站是直營車站（配有站長），為管理宿河原站、中野島站、稻田堤站的管理站。

#### 月台配置
生田綠地口側（南側）為1號月台。
| 月台 | 路線   | 方向 | 目的地                         | 備註                    |
| ---- | ------ | ---- | ------------------------------ | ----------------------- |
| 1    | 南武線 | 下行 | 府中本町、立川方向             | 2號月台只限首班列車發車 |
| 2、3 | 南武線 | 上行 | 武藏溝之口、武藏小杉、川崎方向 | 2號月台作為此站始發用   |

（來源：JR東日本:車站構內圖 （页面存档备份，存于））
- 2006年3月、南武線導入東京圈輸送管理系統 (ATOS) ，變更廣播撥放方式。另外，同年6月15日變更發車音樂。
- 過去，川崎方向至本站折返的電車停靠島式月台側的2號月台，乘客需經由天橋前往府中本町、立川方向電車停靠的1號月台，因此抵達宿河原站時，車內會撥放廣播宣導前往登戶以西的乘客在該站換乘。2014年3月15日改點後，午間時段的折返班次延長至稻城長沼，後發的快速班次也改在稻城長沼站接續。2015年3月14日改點，再從稻城長沼延長至立川。
- 尖峰時刻，下行電車有在本站折返的班次。
- 2011年4月9日起，南武線新增快速班次（當初預定在3月12日開始，因東日本大震災影響而延期），從津田山、久地、宿河原各站至立川方向須在不同月台換乘，若是從立川方向至宿河原、久地、津田山各站則可在同月台轉乘。

#### 車站設備
- KIOSK登戶1號店與廁所在付費區內通道。
- 綠色窗口
- 自動驗票閘門
- 指定席售票機
- VIEW ALTTE（日语：ビューアルッテ）（VIEW CARD（日语：ビューカード） ATM）在剪票口外。
- 剪票口正面是車站大樓「味之食彩館登戶」。
- 投幣式置物櫃在付費區內。
- 電梯與電扶梯

#### 站房改良工程
隨同小田急線站房改建，JR東日本登戶站站房也進行改良工程。
- 改為跨站式站房
- 南武線新設寬15公尺的南北向自由通道
- 新設空中行人通道，連結站房、自由通道、小田急線登戶站
- 自由通路將穿越線路北側平行的都市計畫道路小杉菅線
- 站房、自由通道與空中行人通道在2006年10月31日完工，小杉菅線穿越路段在2008年3月17日完成。

JR東日本登戶站站房與小田急線剪票口之間的與空中行人通道在2006年6月17日啟用。
跨站式站房工程期間，因通道狹窄、多階梯、路線迂迴等因素，尖峰時刻非常擁擠，兩線之間轉乘需花費5分鐘左右，在跨站式站房工程完工後，兩線轉乘縮短至2～3分鐘左右。
在此之前，往車站北側須繞至立川側的平交道（下河原踏切），2005年11月29日起啟用南北自由通道後，成功降低民眾的不便。
過去川崎側有臨時行人天橋，在南北自由通道開放後關閉，後因建設市立多摩醫院的通道而撤除。
跨站式站房內設有川崎市行政服務櫃台與觀光導覽所。

#### 發車音樂
2016年9月3日起，作為藤子·F·不二雄博物館開業5周年紀念，發車音樂改成藤子製作相關作品主題曲。
- 1站台：哆啦A夢主題曲《我是哆啦A夢》
- 2站台：小超人帕門主題曲《きてよパーマン》
- 3站台：哆啦A夢主題曲《哆啦A夢之歌》

本站與宿河原站同為南武線內第五座導入當地音樂的車站（次於武藏中原站、武藏小杉站、矢野口站、川崎站）。
舊發車音樂
1站台: 花のほころび
2站台: cappuccino
3站台: すすきの高原 V1

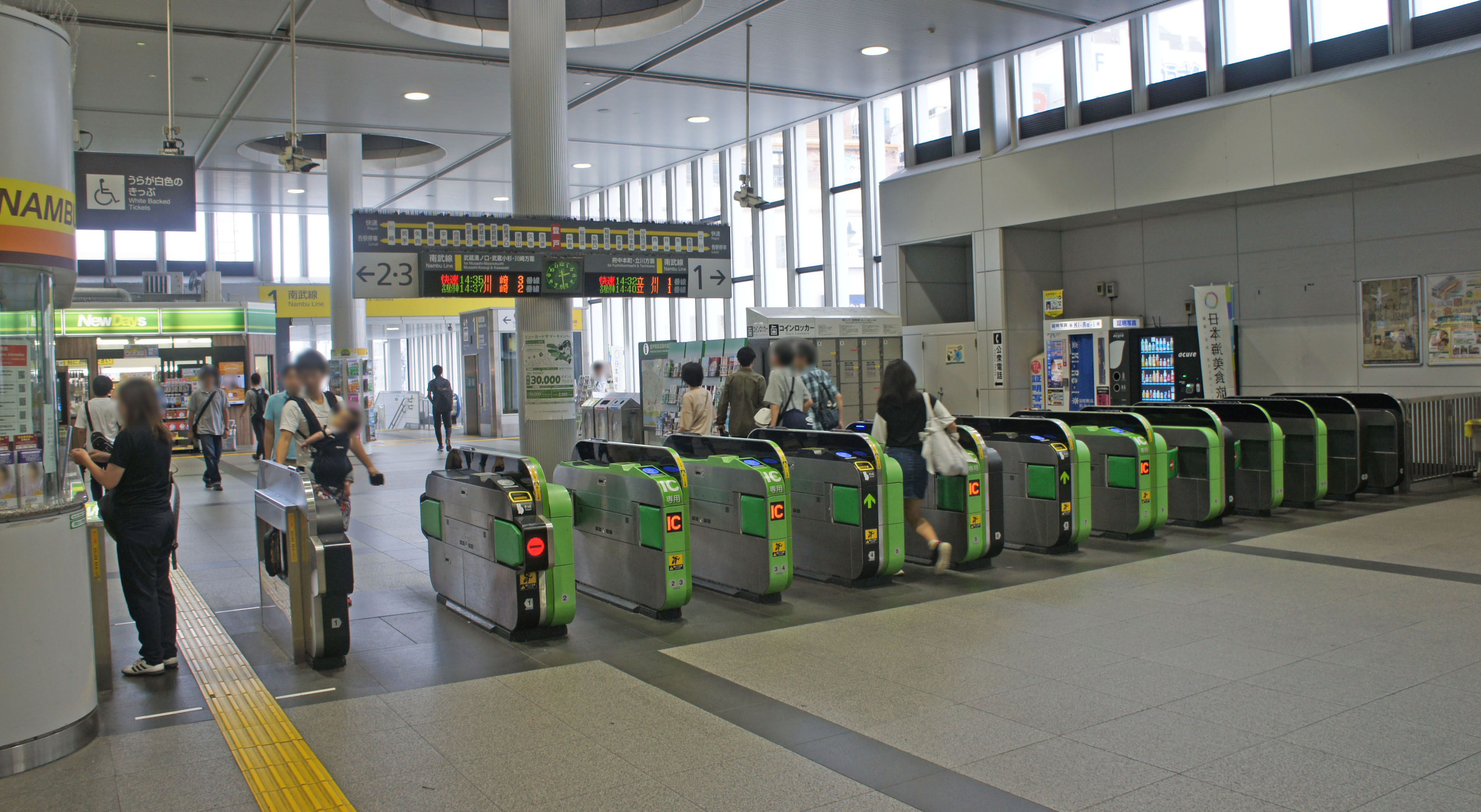
JR線閘口（2019年9月）
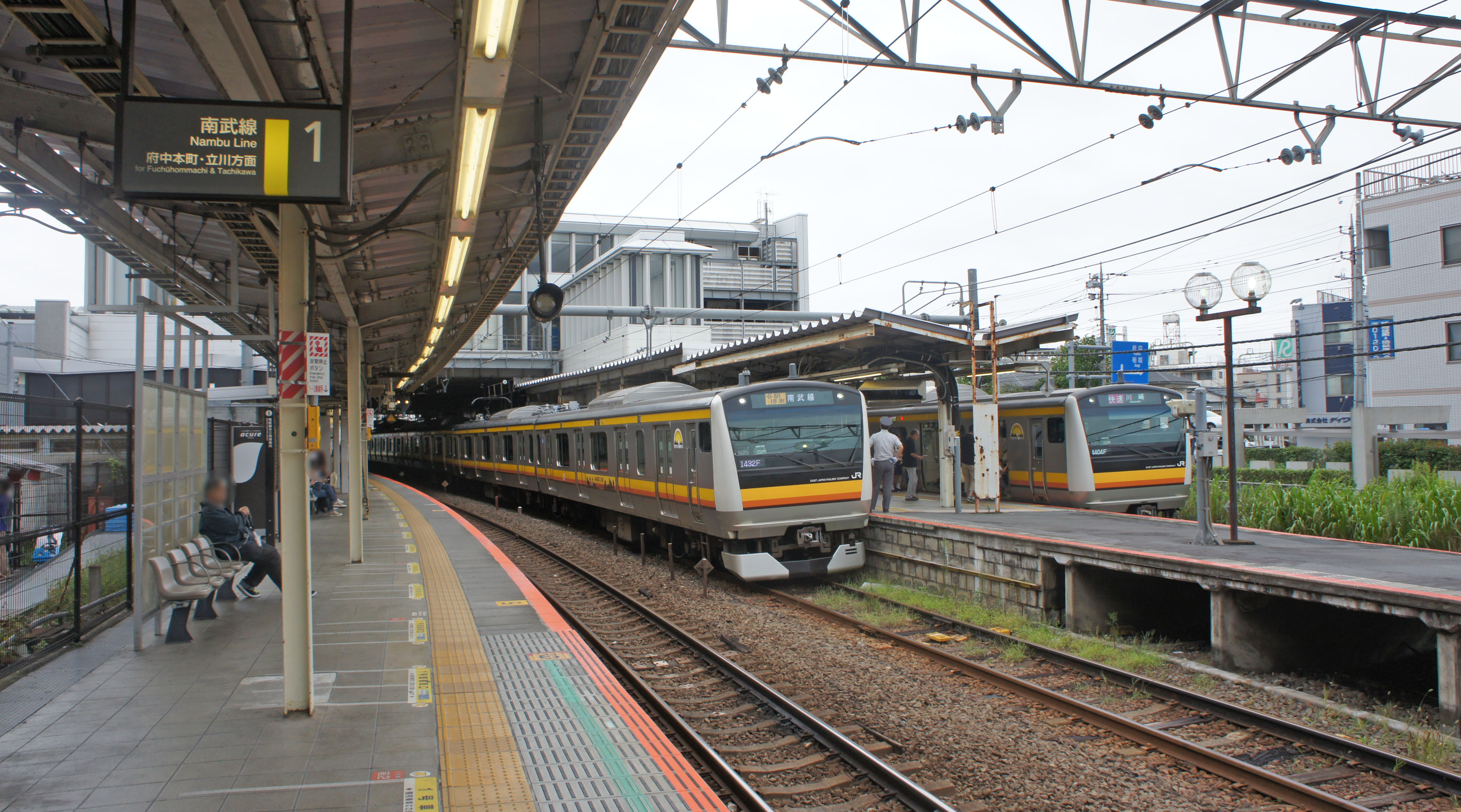
JR線月台（2019年9月）

### 小田急電鐵
小田急站區是一高架車站。最初是相對式月台2面2線，後因和泉多摩川站 - 本站間的複複線化與本站 - 向丘遊園站間的3線化，車站全面改建，2009年3月8日起為上行島式、下行島式月台單面使用的2面3線式月台。
早晨尖峰時刻部分上行電車使用發車鈴。
剪票口位於2樓，連結空中行人通道。以前高架下曾設有臨時剪票口，2008年2月22日關閉。
本站是站長所在站，管理町田管區登戶管內的本站 - 百合丘站。
出入口分為空中行人通道側與高架下側兩處，前者稱為「出口」，後者稱為「北口」。本條目將前者稱為「南口」以便記述。

#### 月台配置
| 月台 | 路線     | 方向 | 線路   | 目的地                                   |
| ---- | -------- | ---- | ------ | ---------------------------------------- |
| 1    | 小田原線 | 下行 | 緩行線 | 小田原、箱根湯本、唐木田、片瀨江之島方向 |
| 2    | 小田原線 | 下行 | 急行線 | 小田原、箱根湯本、唐木田、片瀨江之島方向 |
| 3    | 小田原線 | 上行 | 急行線 | 新宿、千代田線方向                       |
| 4    | 小田原線 | 上行 | 緩行線 | 新宿、千代田線方向                       |

※下行東北澤至登戶間、上行向丘遊園至東北澤間，急行線、緩行線原則上依下述方式使用。2018年3月2日以前，本站下行線緩急兩線未分離（兩線在本站前方的多摩川橋梁上匯合）。因此1號月台至2007年9月9日下行線月台移設至2018年3月3日下行緩行線月台啟用為止是缺號狀態（同樣地，3號月台在2007年9月9日下行線月台移設至2009年3月8日上行急行線月台啟用為止也一樣是缺號狀態）。
〔急行線〕
 □浪漫特快、■快速急行、■通勤急行、■急行，以及成城學園前站至經堂站間的□通勤準急。
〔緩行線〕
■準急、■各站停車，以及上述區間以外的□通勤準急。
- 2004年10月3日，下行月台移往上行月台所在的相對式月台，成為1面2線的島式月台。但尖峰時刻因乘客眾多十分危險。在2007年9月9日遷移下行線月台後，上、下行皆為使用單面的島式月台，大幅紓緩人潮。
- 2009年3月8日，3號月台啟用，上行急行線與緩行線分離。
- 4號月台在2012年3月16日以前主要是區間準急（當時）與各站停車使用，尖峰時刻與誤點時也有準急與急行使用，17日改點起午間時段開放急行在4號月台待避特急。進入4號月台的優等列車會透過向丘遊園站前的轉轍器進入緩行線，並使用登戶站新宿方向的轉轍器進入急行線。因此尖峰時刻有各停會改停3號線，並利用前述的兩個轉轍器切換線路。
- 2014年3月15日改點，平日早晨有一班本站始發的下行各停班次。
- 因應未來擴增為2面4線月台，站內已保留1號月台的空間。2016年度事業計畫已提及將進行下行月台改建與線路、高架橋等工程[7]。2018年3月3日啟用新設下行月台[3]。
- 跨越南武線往多摩川方向的月台為高架構造，向丘遊園側在過去是土堤式構造，之後去除土堤改建為高架構造。

#### 車站設備
- 電扶梯分別連結3樓月台 - 2樓付費區內、2樓剪票口外 - 2樓空中行人通道、2樓剪票口外 - 1樓高架下（僅往上）。
- 電梯分別連結3樓月台 - 2樓付費區內、1樓 - 2樓剪票口外 - 2樓空中行人通道。
- 廁所在付費區內，投幣式置物櫃與橫濱銀行登戶支店小田急登戶站出張所 (ATM) 位於付費區外。
- 付費區外有零售店兼小型超商「Odakyu MART登戶店」。
- 付費區內有立食蕎麥麵店「生蕎麥麵箱根」。
- 列車資訊顯示器方面，改建工程前，本站使用翻牌式顯示器。工程期間，島式月台時期採用LED式，對向月台化後使用液晶式，完工後改用全彩LED式。
- 4號月台在2012年3月16日以前主要停靠區間準急與各站停車，但在尖峰時刻則有準急與急行停靠。17日改點後，午間時段進行待避的急行列車多會使用4號月台。進入4號月台的優等列車會在向丘遊園站前方轉入緩行線，之後在登戶站新宿方向再轉入急行線。同時，傍晚尖峰時刻也有各停停靠3號月台的模式，轉線方式與前述相反。

#### 進站音樂
2011年9月3日，為紀念多摩區內的藤子·F·不二雄博物館開館，作為博物館最近站的本站與向丘遊園站使用藤子·F·不二雄原作動畫作品主題曲作為進站音樂。上行月台為《哆啦A夢》主題曲《實現夢想的哆啦A夢》（夢をかなえてドラえもん）、下行月台為《小超人帕門》主題曲《きてよパーマン》。這是小田急自採用《超人力霸王》主題曲的祖師谷大藏站、採用生物股長樂曲的海老名站及本厚木站後的第3例。

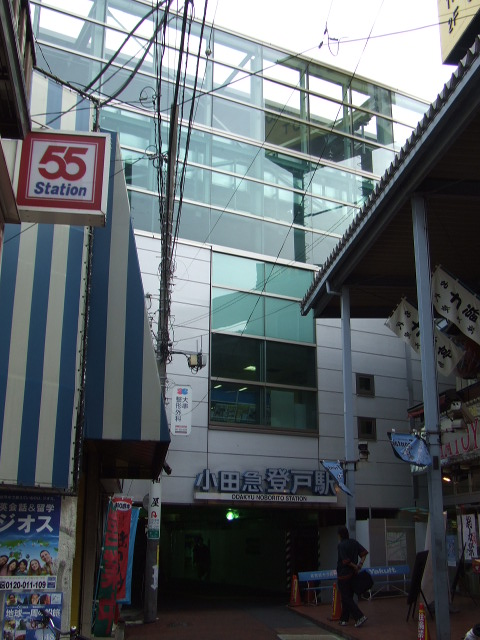
小田急站區北口（2007年9月26日）
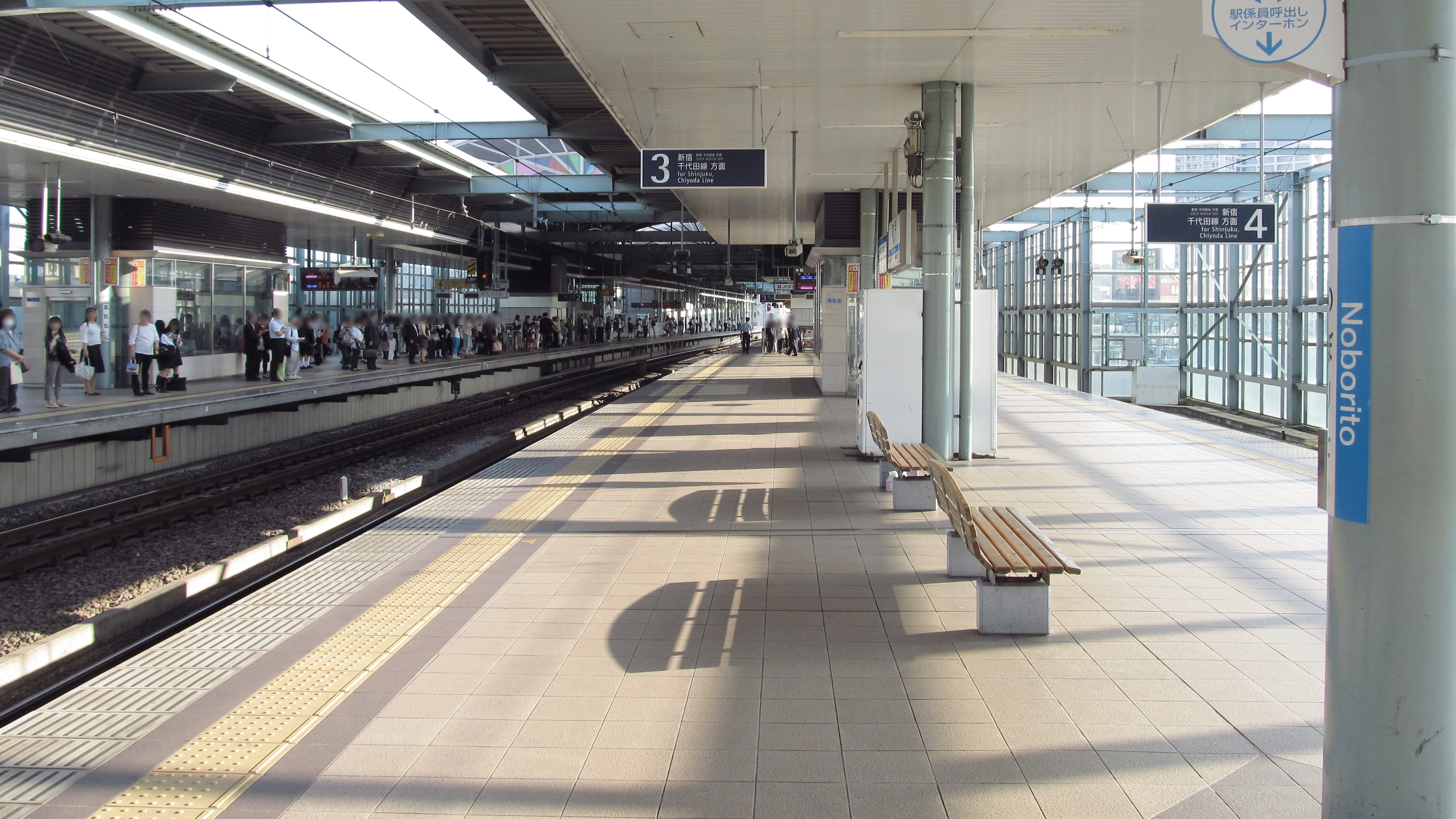
月台（2013年5月17日）
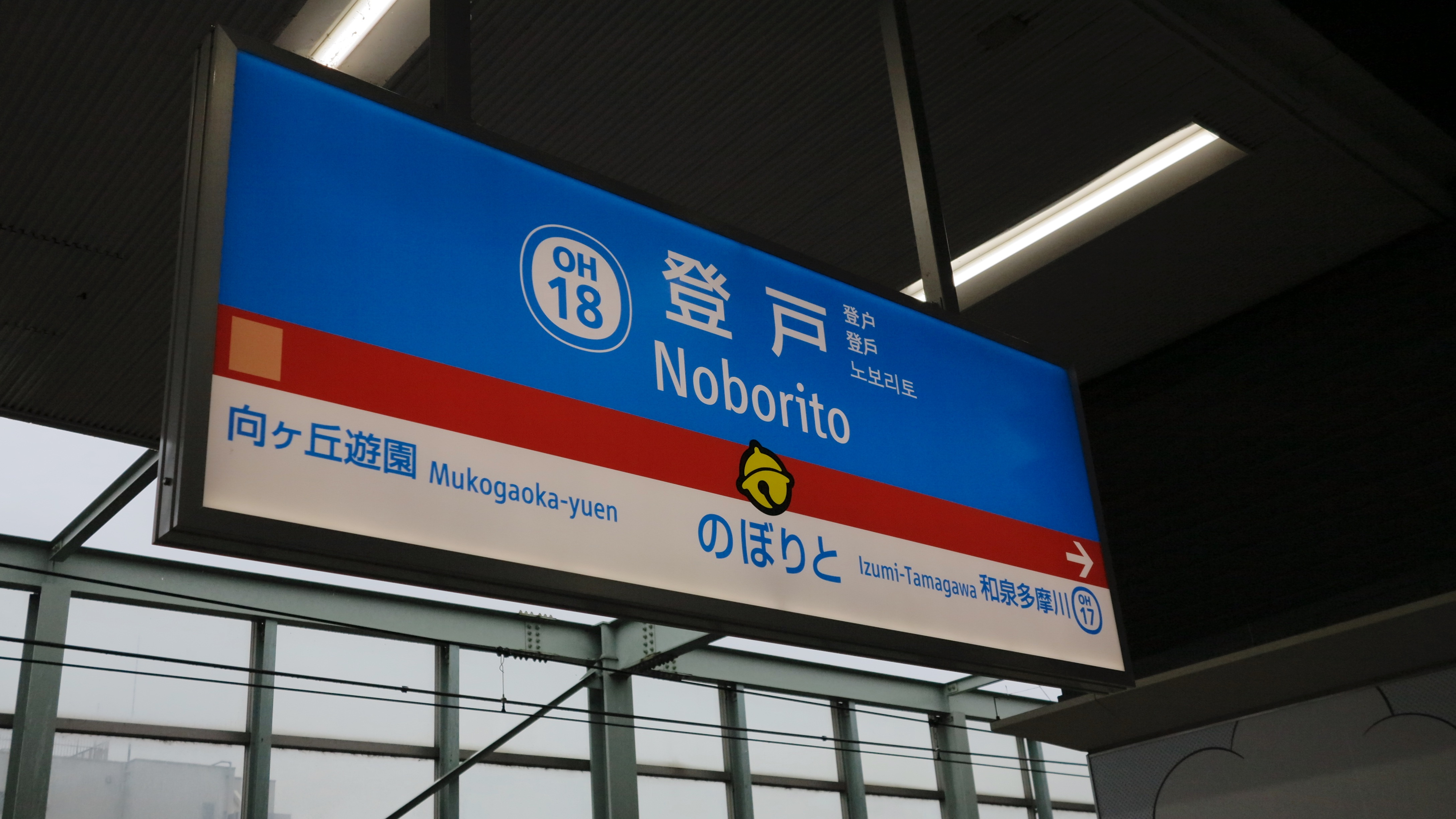
哆啦A夢主題的站名牌

## 使用情況
- JR東日本 - 2019年度1日平均上車人次為82,838人[利用客数 1]。
該公司各站中排名第55位，南武線車站第5位。
- 小田急電鐵 - 2017年度1日平均上下車人次為162,582人[利用客数 2]。
該公司各站中次於藤澤站名列第5位。

各年度1日平均上下車人次如下表（不含JR）。
| 年度               | 小田急電鐵         | 小田急電鐵 |
| 年度               | 1日平均 上下車人次 | 增長率     |
| ------------------ | ------------------ | ---------- |
| 2002年（平成14年） | 133,504            |            |
| 2003年（平成15年） | 133,418            | -0.1%      |
| 2004年（平成16年） | 134,043            | 0.5%       |
| 2005年（平成17年） | 134,448            | 0.3%       |
| 2006年（平成18年） | 137,192            | 2.0%       |
| 2007年（平成19年） | 144,715            | 5.5%       |
| 2008年（平成20年） | 147,118            | 1.7%       |
| 2009年（平成21年） | 148,492            | 0.9%       |
| 2010年（平成22年） | 151,662            | 2.1%       |
| 2011年（平成23年） | 152,326            | 0.4%       |
| 2012年（平成24年） | 156,372            | 2.7%       |
| 2013年（平成25年） | 160,413            | 2.6%       |
| 2014年（平成26年） | 159,445            | -0.6%      |
| 2015年（平成27年） | 161,548            | 1.3%       |
| 2016年（平成28年） | 162,422            | 0.5%       |
| 2017年（平成29年） | 162,582            | 0.1%       |
| 2018年（平成30年） | 167,383            | 3.0%       |

各年度1日平均上車人次如下表。
| 年度               | JR東日本 | 小田急電鐵 | 來源                |
| ------------------ | -------- | ---------- | ------------------- |
| 1995年（平成07年） | 72,051   | 70,355     | [ 神奈川県統計 1 ]  |
| 1996年（平成08年） | 71,419   | 69,000     |                     |
| 1997年（平成09年） | 70,622   | 69,641     |                     |
| 1998年（平成10年） | 69,684   | 68,690     | [ 神奈川県統計 2 ]  |
| 1999年（平成11年） | 69,035   | 67,803     | [ 神奈川県統計 3 ]  |
| 2000年（平成12年） | 68,187   | 66,687     | [ 神奈川県統計 3 ]  |
| 2001年（平成13年） | 67,538   | 65,997     | [ 神奈川県統計 4 ]  |
| 2002年（平成14年） | 67,188   | 65,929     | [ 神奈川県統計 5 ]  |
| 2003年（平成15年） | 67,257   | 66,219     | [ 神奈川県統計 6 ]  |
| 2004年（平成16年） | 67,439   | 66,268     | [ 神奈川県統計 7 ]  |
| 2005年（平成17年） | 67,284   | 66,821     | [ 神奈川県統計 8 ]  |
| 2006年（平成18年） | 68,582   | 67,755     | [ 神奈川県統計 9 ]  |
| 2007年（平成19年） | 71,790   | 71,730     | [ 神奈川県統計 10 ] |
| 2008年（平成20年） | 72,781   | 73,213     | [ 神奈川県統計 11 ] |
| 2009年（平成21年） | 73,383   | 73,874     | [ 神奈川県統計 12 ] |
| 2010年（平成22年） | 75,373   | 76,180     | [ 神奈川県統計 13 ] |
| 2011年（平成23年） | 76,259   | 75,692     | [ 神奈川県統計 14 ] |
| 2012年（平成24年） | 78,075   | 77,757     | [ 神奈川県統計 15 ] |
| 2013年（平成25年） | 80,465   | 79,138     | [ 神奈川県統計 16 ] |
| 2014年（平成26年） | 79,944   | 80,525     | [ 神奈川県統計 17 ] |
| 2015年（平成27年） | 81,162   | 80,797     | [ 神奈川県統計 18 ] |
| 2016年（平成28年） | 81,664   | 81,286     | [ 神奈川県統計 19 ] |
| 2017年（平成29年） | 81,781   |            |                     |
| 2018年（平成30年） | 82,715   |            |                     |
| 2019年（令和元年） | 82,838   |            |                     |

## 車站周邊
商店街位於小田急線線路兩側，其中下行線側的商店延伸至向丘遊園站。上行線側有登戶站前郵便局。車站周邊從始發至終電為止人潮不斷。
站前交通廣場有川崎市交通局（川崎市巴士）的巴士站。廣場中央部分是計程車停車區。
廣場的川崎側已完成區劃整理，向丘遊園站側將在未來進行土地區劃整理。
- 川崎市立多摩醫院（日语：川崎市立多摩病院）：多摩川口東側電扶梯右側通路直走。
- 小田急巴士登戶營業所（日语：小田急バス登戸営業所）：多摩川口搭乘川崎市巴士在和泉巴士站下車。[10]

## 巴士路線

### 多摩川口

#### 登戶站多摩川口
- 川崎市交通局（菅生營業所）

- <登06、登21> 往明愛學園
- <登06> 往菅生車庫（經新船島橋、神木本町、藏敷、清水台）
- <登21> 往新船島橋
- <登06・登21> 往中野島多摩川住宅

#### 登戶站入口
- 川崎市交通局（菅生營業所）

- <登06、登20、登21> 往明愛學園
- <登06> 往菅生車庫（經新船島橋、神木本町、藏敷、清水台）
- <登21> 往新船島橋
- <登06、登21> 往中野島多摩川住宅

- 過去<登06>有往鷲峰營業所前的班次，2015年2月現在僅有出庫班次。(平日、周六有鷲峰營業所前始發車往明愛學園的班次，周六還有往中野島多摩川住宅的班次。)

### 生田綠地口
登戶、登戶站與登戶站（生田綠地口）皆在不同地方。登戶、登戶站在往向丘遊園站方向的7-11附近，登戶站（生田綠地口）位在園環。

#### 登戶站（川崎市交通局）、登戶（神奈川中央交通）
- 川崎市交通局（菅生營業所）

- <登14> 往西菅團地（經向丘遊園站入口、土渕、城下〈京王稻田堤站前〉）－僅早上9點至下午17點。其他時間在向丘遊園站南口巴士站發車。
- <登14> 往向丘遊園站入口－僅早上8點至下午17點。之後班次從多摩消防署前發往西菅團地。

- 川崎市交通局（上平間營業所）

- <溝06> 往溝口站、第三京濱入口、井田營業所前 ※1日僅3～4班。大半在向丘遊園站南口發車。

- 神奈川中央交通（相模神奈交巴士（日语：相模神奈交バス）相模原營業所）

- <淵24> 往淵野邊站北口（經向丘遊園站、生田站前、讀賣樂園前站、百合丘站入口、新百合丘站入口、柿生站北口、鶴川站、圖師)－僅假日早晨1班

#### 登戶站（生田綠地口）
- 川崎市交通局（菅生營業所）

- <登05> 往菅生車庫（經神木本町、向丘出張所、藏敷、清水台）
- <登05> 往鷲峰營業所前（經神木本町、向丘出張所、藏敷、稗原）
- <登05> 往向丘出張所（經宿河原、神木本町）

- 川崎市交通局（鷲峰營業所）

- 往藤子·F·不二雄博物館、生田綠地（直通）

## 其他
- 2004年12月11日改點後，快速急行不停靠本站。這是為了分流遠程（快速急行）與都心近郊（區間準急、準急、急行、多摩急行）乘客而規劃。另外，神奈川縣鐵道輸送力增強促進會議在平成24年度請願書中提出讓快速急行停靠本站的建議[11]。
- 1936年至1967年，本站附近有連結國鐵與小田急的連絡線（登戶連絡線。嚴格來說是宿河原站 - 向丘遊園站之間），除了貨物列車，還運輸相模川砂石至京濱工業地帶。戰後因車輛不足，國鐵南武線與小田急之間租借的車輛也藉由此線回送。但本線從未行駛客運列車。

## 相鄰車站
東日本旅客鐵道（JR東日本）
 南武線
■快速
武藏溝之口（JN 10）－登戶（JN 14）－稻田堤（JN 16）
■各站停車
宿河原（JN 13）－登戶（JN 14）－中野島（JN 15）
 小田急電鐵
 小田原線

■快速急行
下北澤（OH 07）－登戶（OH 18）－新百合丘（OH 23）
□通勤急行
通過
■急行、□通勤準急（通勤準急僅有平日早晨上行班次，本站以前是各站停車）
成城學園前（OH 14）－登戶（OH 18）－向丘遊園（OH 19）
■準急（本站以南各站停車）
狛江（OH 16）－登戶（OH 18）－向丘遊園（OH 19）
■各站停車
和泉多摩川（OH 17）－登戶（OH 18）－向丘遊園（OH 19）

### 使用情況
JR、私鐵1日平均使用人數
1. ↑  JR東日本 各駅の乗車人員 的存檔，存档日期2001-05-06.
2. ↑  .   [2016-03-17]. （原始内容存档于2016-03-05）.

JR東日本1999年度以後的上車人次
1. ↑  .   [2016-05-02]. （原始内容存档于2017-06-27）.
2. ↑  JR東日本 各駅の乗車人員（2000年度） 的存檔，存档日期2014-10-09.
3. ↑  .   [2016-05-02]. （原始内容存档于2016-08-16）.
4. ↑  .   [2016-05-02]. （原始内容存档于2016-10-16）.
5. ↑  .   [2016-05-02]. （原始内容存档于2017-09-10）.
6. ↑  .   [2016-05-02]. （原始内容存档于2017-06-27）.
7. ↑  JR東日本 各駅の乗車人員（2005年度） 的存檔，存档日期2014-10-09.
8. ↑  .   [2016-05-02]. （原始内容存档于2017-06-27）.
9. ↑  .   [2016-05-02]. （原始内容存档于2016-10-16）.
10. ↑  .   [2016-05-02]. （原始内容存档于2017-06-27）.
11. ↑  .   [2016-05-02]. （原始内容存档于2017-06-08）.
12. ↑  JR東日本 各駅の乗車人員（2010年度） 的存檔，存档日期2014-10-06.
13. ↑  JR東日本 各駅の乗車人員（2011年度） 的存檔，存档日期2014-10-08.
14. ↑  JR東日本 各駅の乗車人員（2012年度） 的存檔，存档日期2014-10-07.
15. ↑  .   [2016-05-02]. （原始内容存档于2017-06-08）.
16. ↑  .   [2017-06-19]. （原始内容存档于2017-06-08）.
17. ↑  .   [2018-11-06]. （原始内容存档于2017-08-08）.
18. ↑  .   [2018-11-06]. （原始内容存档于2019-03-02）.
19. ↑  各駅の乗車人員（2017年度） （页面存档备份，存于） - JR東日本
20. ↑  各駅の乗車人員（2018年度） （页面存档备份，存于） - JR東日本
21. ↑  各駅の乗車人員（2019年度） （页面存档备份，存于） - JR東日本

JR、私鐵的統計資料
1. ↑  各種報告書 （页面存档备份，存于） - 関東交通広告協議会
2. ↑  川崎市統計書 （页面存档备份，存于） - 川崎市
3. ↑  .   [2016-05-02]. （原始内容存档于2017-08-01）.

神奈川縣統計資料
1. ↑  線区別駅別乗車人員（1日平均）の推移PDF
2. ↑  神奈川県県勢要覧（平成12年度）
3. 1 2  神奈川県県勢要覧（平成13年度）PDF
4. ↑  神奈川県県勢要覧（平成14年度）PDF
5. ↑  神奈川県県勢要覧（平成15年度）PDF
6. ↑  神奈川県県勢要覧（平成16年度）PDF
7. ↑  神奈川県県勢要覧（平成17年度）PDF
8. ↑  神奈川県県勢要覧（平成18年度）PDF
9. ↑  神奈川県県勢要覧（平成19年度）PDF
10. ↑  神奈川県県勢要覧（平成20年度）PDF
11. ↑  神奈川県県勢要覧（平成21年度）PDF
12. ↑  神奈川県県勢要覧（平成22年度）PDF
13. ↑  神奈川県県勢要覧（平成23年度）PDF
14. ↑  神奈川県県勢要覧（平成24年度）PDF
15. ↑  神奈川県県勢要覧（平成25年度）PDF
16. ↑  神奈川県県勢要覧（平成26年度）PDF
17. ↑  神奈川県県勢要覧（平成27年度）PDF
18. ↑  神奈川県県勢要覧（平成28年度）PDF
19. ↑  神奈川県県勢要覧（平成29年度）PDF

## 外部連結
- 車站資訊（登戶）：東日本旅客鐵道
- 登戶 - 小田急電鐵